# Acacia loxophylla
Acacia loxophylla é uma espécie de leguminosa do gênero Acacia, pertencente à família Fabaceae.